# Piazza della Repubblica we Florencji

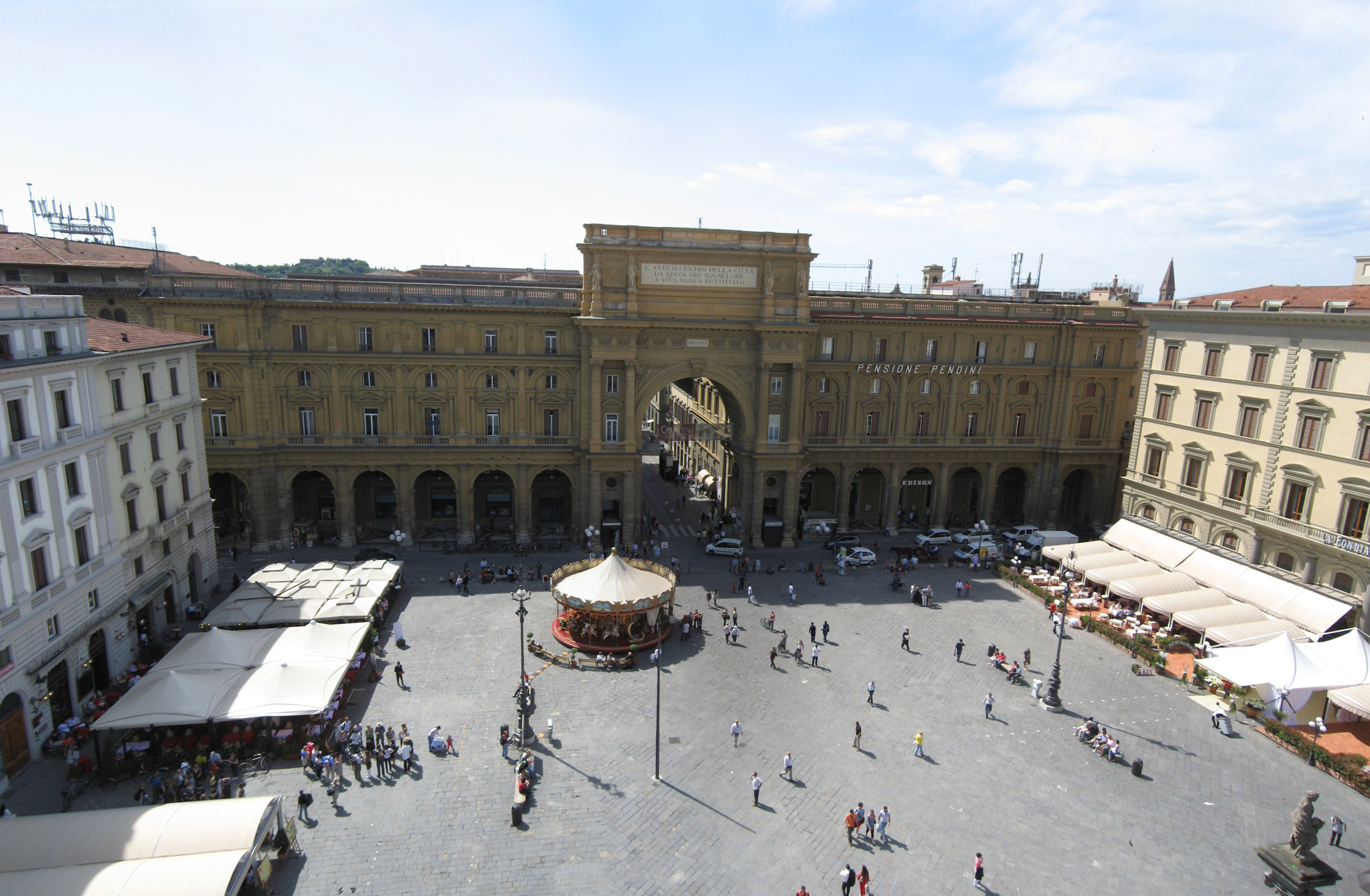
Widok ogólny

Piazza della Repubblica – plac w centrum Florencji zbudowany w latach 80. XIX wieku w ramach planu przebudowy miasta. Powstał po wyburzeniu starego targu, getta żydowskiego i pobliskich slumsów.